# Boyceho–Coddova normální forma
Boyceho–Coddova normální forma (BCNF) je jednou z normálních forem používaných při normalizaci databáze.
BCNF byla vytvořena v roce 1974 Raymondem Boycem a Edgarem Coddem, aby odstranila některé anomálie, které se vyskytují v relacích, které jsou ve 3NF. Chris Date upozornil, že definice BCNF se prvně objevila v článku od Ian-a Heath-a už v roce 1971.
Definice BCNF: Relace R je v BCNF tehdy a jen tehdy, když pro každou netriviální závislost X → Y, kde X a Y jsou množiny atributů a zároveň Y není podmnožinou X, platí, že X je nadmnožinou nějakého klíče, nebo X je klíčem relace R. Jinak řečeno relace R je v BCNF tehdy a jen tehdy, když každý determinant funkční závislosti v relaci R je zároveň kandidátním klíčem relace R.

## Relace v 3NF, která není v BCNF
Každá relace, která je v BCNF je zároveň ve 3. normální formě; naopak relace, která je ve 3. normální formě nemusí být v BCNF, a to pokud platí tyto skutečnosti:
- v relaci existuje více kandidátních klíčů,
- existuje takový atribut, který je společný pro všechny kandidátní klíče.

### Příklad
Následující tabulka eviduje rezervace dvou tenisových kurtů. Současně máme (konvencí) definovaná tato ohodnocení (Rate Type):
- SAVER, pro kurt 1, sjednané členy klubu
- STANDARD, pro kurt 1, sjednané nečleny klubu
- PREMIUM-A, pro kurt 2, sjednané členy klubu
- PREMIUM-B, pro kurt 2, sjednané nečleny klubu

| Court | Start Time | End Time | Rate Type |
| ----- | ---------- | -------- | --------- |
| 1     | 09:30      | 10:30    | SAVER     |
| 1     | 11:00      | 12:00    | SAVER     |
| 1     | 14:00      | 15:30    | STANDARD  |
| 2     | 10:00      | 11:30    | PREMIUM-B |
| 2     | 11:30      | 13:30    | PREMIUM-B |
| 2     | 15:00      | 16:30    | PREMIUM-A |

Tato tabulka je v 3NF, ale není v BCNF. Příklad řešení, které BCNF splňuje, vytvořilo novou tabulku, která sjednocuje číslo kurtu a hodnocení.
| Rate Type | Court | Member Flag |
| --------- | ----- | ----------- |
| SAVER     | 1     | Yes         |
| STANDARD  | 1     | No          |
| PREMIUM-A | 2     | Yes         |
| PREMIUM-B | 2     | No          |

| Rate Type | Start Time | End Time |
| --------- | ---------- | -------- |
| SAVER     | 09:30      | 10:30    |
| SAVER     | 11:00      | 12:00    |
| STANDARD  | 14:00      | 15:30    |
| PREMIUM-B | 10:00      | 11:30    |
| PREMIUM-B | 11:30      | 13:30    |
| PREMIUM-A | 15:00      | 16:30    |